# Баня Абдул Самед бека
Баня Абдул Самед бека — исторический памятник в городе Шуша, построенная в 1750-х годах по заказу Абдул Самед беком Бехбудали бек оглу Джаванширом - племянником Панахали хана.

## Сведения
Баня является одной из первых хамамов, построенных в Шуше и расположена в верхней мехелле (квартале) Шуши - Хамам габагы (предбанный квартал).  Баня была построена в 50-х годах XVIII века, когда Шушинская крепость начала формироваться как город, Абдусамад-беком Бехбудали-беком оглу Джаванширом, племянником Панахали-хана. На двери бани были выгравированы дата основания города Шуши, дата постройки бани и имя владельца. Остатки здания сохранились до конца XIX века.
Как известно, Шушинская крепость состояла из 17 мехелле (кварталов) и согласно мусульманским традициям баня должна была быть в каждом квартале города. Следовательно, бань в Старой Шуше должно было быть семнадцать. Вода бралась из обычных колодцев и была очень соленой. В шушинских банях были отдельные купальные дни для мужчин и женщин. Большинство бань состояло из больших ванных комнат с нишами и раздевалок, где люди могли расслабиться и выпить чай после купания. Иногда бани закрывали, и в них устраивались спортивные состязания – зорханы. Внутренние и внешние части бани были почти украшены сценами боев и охоты, сценами борьбы пехлеванов (борцы), иллюстрациями из произведений Низами, Фирдоуси и других классиков азербайджанской и персидской литературы.